# Nicolás Bravo (Puebla)
Nicolás Bravo es una localidad del estado mexicano de Puebla. Es cabecera del municipio de Nicolás Bravo.

## Demografía
| Censo | Población |
| ----- | --------- |
| 1900  | 740       |
| 1910  | 1202      |
| 1921  | 780       |
| 1930  | 769       |
| 1940  | 990       |
| 1950  | 1129      |
| 1960  | 1086      |
| 1970  | 1197      |
| 1980  | 1111      |
| 1990  | 538       |
| 1995  | 1015      |
| 2000  | 1037      |
| 2005  | 1039      |
| 2010  | 1099      |
| 2020  | 1000      |